# Niepodpisujący się Kościół Prezbiteriański Irlandii
Niepodpisujący się Kościół Prezbiteriański Irlandii (ang. Non-subscribing Presbyterian Church of Ireland) – jeden z najbardziej liberalnych doktrynalnie Kościołów protestanckich, praktycznie pozbawiony dogmatów. Posiada około czterech tysięcy wyznawców w Irlandii (2 kościoły) i Irlandii Północnej (32 kościoły).

## Historia
Niepodpisujący się Prezbiteriański Kościół Irlandii wywodzi swoją nazwę i ideę liberalnego oraz tolerancyjnego chrześcijaństwa z XVIII wieku. Prezbiteriańscy ministrowie, którzy nie chcieli uznać Wyznania Westminsterskiego (podpisać się pod nim) założyli w 1725 roku prezbiterię w Antrim. Podobne zjawisko doprowadziło do powstania w 1830 roku Synodu Remonstrantów Ulsteru. W 1910 roku doszło do połączenia obu organizacji w Synod Generalny Niepodpisującego się Prezbiteriańskiego Kościoła Irlandii. W 1935 roku dołączył do niego historyczny Synod z Munster.

## Wiara
Kościół jest lojalny dwóm zasadom:
- wszelkie doktryny muszą być zgodne z nauczaniem Chrystusa,
- Chrześcijanie jednoczą się w poszukiwaniu, nie w jednolitości dogmatów ale w ogólnie przyjętych obowiązkach i przestrzeganiu zasad Pisma Świętego.

Wiara Kościoła:
- jest oparta na Piśmie Świętym,
- pozwala każdej osobie na własną interpretację Biblii z użyciem rozumu  w celu poznanie Boskiej Prawdy,
- znosi wyznanie wiary pozostawiając prawo do własnych poglądów w kwestiach wiary członkom Kościoła,
- przestrzega pięknej w swojej prostocie wielkiego przykazania Jezusa Chrystusa: "Będziesz miłował Pana Boga swego całym swoim sercem, całą swoją duszą i całym swoim umysłem" i "Będziesz miłował bliźniego swego jak siebie samego" (Mt 22:35-40, porównaj: Mk 12:28-24, Łk 10:25-28).

## Kontakty z innymi wyznaniami
Kościół jest ściśle związany z unitarianizmem. Choć odrębny od Głównego Zrzeszenia Unitarian i Wolnych Kościołów Chrześcijańskich to ministrowie Kościoła są jednocześnie ministrami GAUFCC i przygotowują się w należących do niego seminariach.  
Kościół jest członkiem ICUU, Irlandzkiej Rady Kościołów, Europejskiej Sieci Liberalnych Protestantów i Międzynarodowego Stowarzyszenia na rzecz Wolności Religijnej.